# Jaroslava Smataníková
Jaroslava Smataníková est une ancienne joueuse slovaque de volley-ball née le 5 janvier 1992 à Považská Bystrica. Elle mesure 1,76 m et jouait au poste de passeuse. Elle a totalisé 33 sélections en équipe de Slovaquie.

## Clubs
| Club                     | De        | À         |
| ------------------------ | --------- | --------- |
| ŠŠK OA Považská Bystrica | 2002-2003 | 2007-2008 |
| ŠG Nitra                 | 2008-2009 | 2008-2009 |
| Slávia UK                | 2009-2010 | 2013-2014 |
| ASKÖ Linz-Steg           | 2014-2015 | 2014-2015 |
| VC Neuwied 77            | 2016-2017 | 2016-2017 |

## Palmarès
- Championnat de Slovaquie
  - Vainqueur : 2013.
  - Finaliste : 2012, 2014.
- Coupe de Slovaquie
  - Vainqueur : 2013.
  - Finaliste : 2012, 2014.